# Peter Cheyney
Peter Cheyney (íróként is használt nevén. Teljes neve: Reginald Evelyn Peter Southouse Cheyney) (London, 1896. február 22. – London, 1951. június 26.) híres és termékeny angol krimiíró, akinek művei főleg a felszabadulás előtt voltak népszerűek Magyarországon.
1936 és 1951 között harmincöt regényt és több mint 150 novellát írt. A 30-as, 40-es években csaknem valamennyi regényét kiadta magyarul a budapesti Nova kiadó. Érdekes módon néhány műve kis példányszámú magánkiadásban jelent meg.
A világháború után lassan elfelejtődött, és csak a 80-as években adták ki újra magyar nyelven.
Számos, meglepő módon főleg francia film készült regényeiből. De ezek közül csupán A szőke démont (1953) mutatták be Magyarországon, amely az Aranyrablás az óceánon című regényéből készült.
Legnépszerűbb főhőse a keményöklű, rámenős FBI ügynök, Lemmy Caution volt. A filmekben legtöbbször Eddie Constantine játszotta. A főhős népszerűségére jellemző, hogy Lemmy Cautiont Eddie Constantine négy további filmben kámeaszerepben is alakította. De számos regényének főhőse volt Slim Callaghan, illetve un. Sötét sorozatának többségében Everard Peter Quayle.
Viszont Jean-Luc Godard 1965-ben egy erősen átértelmezett Lemmy Caution történetet dolgozott fel Alphaville (Alphaville, une étrange aventure de Lemmy Caution) című film noir sci-fijében, amelynek folytatása a Németország kilenc (új) nulla (Allemagne année 90 neuf zéro) című 1991-es filmje. Ezekben szintén Eddie Constantine játszotta Lemmy Cautiont.

## Élete
Peter Cheyney 1896-ban született a legkisebb fiúként egy öt gyermekes londoni családba. Tanulmányait a londoni Mercers' Schoolban kezdte meg.
Első, 14 éves korában írt novellája Tomorrow (~Holnap) címmel jelent meg, és tizenhat évesen kezdett zenés játékot írni egy orfeumnak, aminek az első világháború kitörése véget vetett. 1915-ben önkéntesként csatlakozott a brit hadsereghez, de 1916-ban sebesülése vetett véget aktív szolgálatának. Ezalatt két verseskötete jelent meg Poems of Love and War (~Szerelem és háború versei) és a To Corona and Other Poems (~A Koronáért és más költemények) címmel. A következő évben, 1917-ben szerelt le.
Az 1920-as évek végétől Cheyney a londoni rendőrségnél (Metropolitan Police) kezdett dolgozni mint bűnügyi tudósító és oknyomozó. Ezalatt lett sikeres mint bűnügyi regényíró, bár ezek a művei visszatekintve még gyakran eléggé gyengék voltak. A szóbeszéd szerint írói stílusában az hozta meg a fordulatot, hogy egy kijelentése kapcsán amely szerint bárki tud amerikai stílusú krimit írni öt fontos fogadást kötött. Ennek következményeként született Cheyney első ilyen története. Nagy hatással volt rá Dashiell Hammett, különösen A máltai sólyom című regénye, amely 1930-ban jelent meg.
1931-ben csatlakozott Sir Oswald Mosley Új Pártjához (New Party, NP), ahol a fiatalokból létrehozott rendezőgárdát vezette a különféle pártrendezvényeken. Érdekes módon életének ez az epizódja nem befolyásolta a háború utáni magyarországi megítélését (más népszerű külföldi írókkal, művészekével ellentétben), bár műveit nem adták ki.
Cheyney első regénye egy Lemmy Caution thriller A közveszélyes ember (This Man Is Dangerous) volt, majd ezt követte első Slim Callaghan regénye, a Sürget a hóhér (The Urgent Hangman) 1938-ban, amelyek azonnal nagy sikert arattak, és ez a két regény biztosította virágzó új karrierje beindulását, amelynek hatására fel is hagyott szabadúszó oknyomozó munkájával. Az eladási számok is ezt a döntését igazolták. Csak 1946-ban több mint másfél millió példányban keltek el világszerte Cheyney regények.
Mint aprólékos, gondos oknyomozó újságíró hatalmas mennyiségű anyagot halmozott fel munkája során különféle bűnügyekről, azonban a világháború alatt 1941-ben egy londoni légitámadás során ez az archívum megsemmisült, de hamarosan pótolta újságkivágás gyűjteményét.
Cheyney alkotói módszere szerint általában titkárnőjének, Miss Spraugenak diktálta le történeteit, aki gyorsírással jegyezte le majd gépelte le a szöveget.
A Lemmy Caution történetek olvasóinak nagyon tetszett, hogy egy brit szerzőtől olvashatnak amerikai témájú és stílusú regényeket. De az is, hogy másik hőse, a magánnyomozó Slim Callaghan nem amerikai hanem londoni.
Callaghan az első regényben némileg Raymond Chandler amerikai krimiíró magánnyomozó hősére, Philip Marlowera emlékeztet chancery lane-i kopottas irodájában. A dolgok nem mennek valami jól, és neki is nehézséget okoz a számlái kifizetése. Callaghan azonban Marlowe-val ellentétben feltörekvő típus, és miután sikeresen megoldotta néhány gazdag női ügyfele esetét, továbblépett, és saját ügynökséget nyitott szépen berendezett irodával és dekoratív titkárnővel a hivalkodó Berkeley Square-en.
Későbbi regényeiben sorozatban követi a már jól bevált mintát. Callaghant gazdag és vonzó női ügyfél kéri fel aki valamilyen nyugtalanító ügybe, leggyakrabban zsarolási ügybe keveredett, amivel nem fordulhat a rendőrséghez. Callaghan találkozik a vonzó ügyféllel (Cheyney úgy tűnik, tanulmányozta a kor női divatját, és soha nem mulasztja el a hölgyek ruháinak és ékszereinek részletes leírását), nemtörődöm és pimasz, amely egyszerre háborítja fel és ugyanakkor vonzza is a nőket. A hölgy természetesen fél minden tényt feltárni vagy szándékosan félrevezető, így Callaghannak saját magának kell kibogoznia az igazságot. Callaghan Marlowe-stílusú nyomozásba kezd, amivel rendszerint bajba kerül, magára vonja a figyelmet mialatt összeilleszti a kirakós játék darabkáit miközben alig alszik és egymás után issza a whiskyket.
A második világháború alatt Cheyney „Sötét” (Dark) sorozatának regényeit széles körben dicsérték amiatt, hogy életszerűséget hozott a kémregény irodalomba. Erőszakosságuk és a regényekben szórványosan előforduló brutalitással a Sötét regények előrevetítették az 1960-as évek közepétől megjelenő hidegháborús regények stílusát. Anthony Boucher amerikai író, kritikus vetette fel ezeknek a regényeknek a kapcsolatát Graham Greene és Joseph Conrad későbbi munkáival.

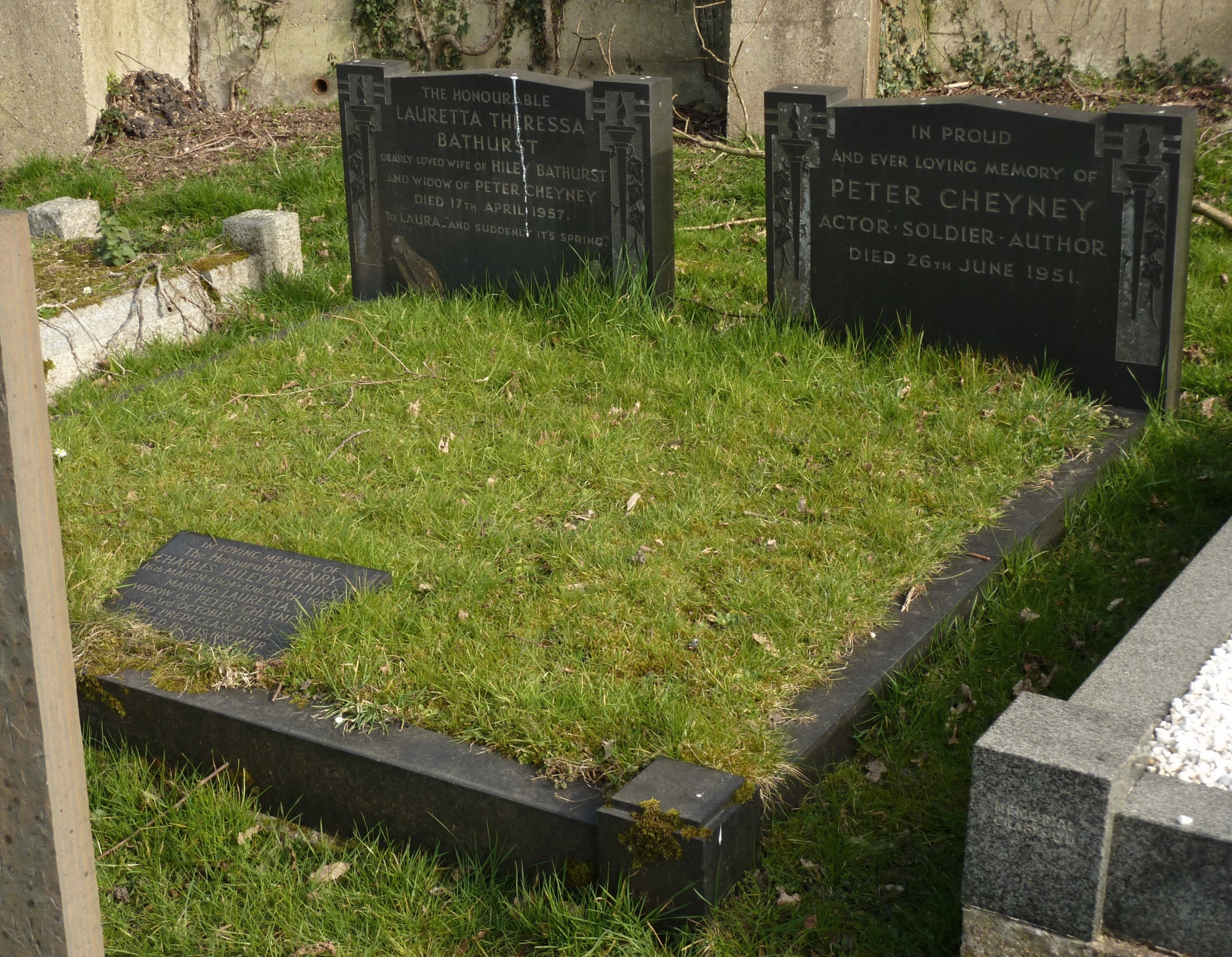
Peter Cheyney és harmadik felesége, Lauretta sírja a londoni Putney Vale temetőben, 2015-ben

Sokak szerint Ernest Guelvada személyiségének megteremtése a Sötét sorozatban egyik csúcspontja Cheyney írói karrierjének. A viccelődőn szadista háborús elhárító tiszt feladata a soraikban beférkőzött ellenséges ügynökök felderítése körültekintően, óvatosan, de alaposan. A bőbeszédű Guelvada nagy gondot fordít pedáns és elegáns öltözködésére, és mérhetetlen mennyiségű ital gurul le a torkán miközben a legújabb ellenséges ügynökök felbukkanására vár.
Cheyneynek 1948-ban megjelent egy novellákat, kritikákat és néhány verset tartalmazó kötete is No Ordinary Cheyney (~Rendhagyó Cheyney) címmel.
55 éves korában kómába esett és rövidesen elhunyt. Harmadik felesége, Lauretta oldalán a londoni Putney Vale Temetőben nyugszik.

## Magánélete
A források szerint Cheyney nagyon hasonlított általa megalkotott főhőseihez. Keményen dolgozott, élvezve a fordulatos ugyanakkor gondtalan életet. Irodalmi tehetségén túl „hírneves, jó golfozó, sportlövész és dzsúdzsucu szakértő is volt”.
Háromszor nősült. Első felesége 1919-től Dorma Leigh színésznő volt. Válásuk után 1934-ben vette feleségül Kathleen Nora Walter Taberert akivel szintén elváltak. 1948-ban harmadszor is megházasodott. Harmadik felesége haláláig Lauretta Singer Groves.
Gyermeke nem volt.

## Művei, magyar fordítások

### Lemmy Caution történetek
- A közveszélyes ember (This Man Is Dangerous, 1936), Nova Irodalmi Intézet, Budapest, 1940, fordította: Tábori Kornél
  - Ez az ember veszélyes (This Man Is Dangerous, 1936), IPM Interpress Magazin, 1987/9-10. szám, fordította: Fenyő Imre
  - Csali pali (This Man Is Dangerous, 1936), Image '90 Kft., Budapest, 1992, ISBN 963-8145-01-3, fordította: Tábori Kornél
- Aranyrablás az óceánon (Poison Ivy, 1937), Nova Irodalmi Intézet, Budapest, 1940; Fabula Könyvkiadó Kft., Budapest, 1991 ISBN 963-7885-37-4, fordította: Tábori Kornél
- A hamis kötvények (Dames Don't Care, 1937), Nova Irodalmi Intézet, Budapest, 1940; Magvető Könyvkiadó, Budapest, 1983 (Albatrosz könyvek), ISBN 963-271-971-9, fordította: Tábori Kornél
- A kék sárkány (Can Ladies Kill?, 1938), Nova Irodalmi Intézet, Budapest, 1941, fordította: Tábori Kornél
- Mire képes egy nő?, Rakéta Regényújság, Magvető Könyvkiadó, Budapest, folytatásokban 1982/15-20. szám, fordította: Lugosi László
- A titkos hadigáz (Don't Get Me Wrong, 1939), Nova Irodalmi Intézet, Budapest, 1940, fordította: Tábori Kornél
- Meg fogsz lepődni (You'd Be Surprised, 1940), magyarul csak magánkiadásban jelent meg, kereskedelmi forgalomba nem került, fordította: Varga István és Német Zoltán
- Te osztasz, drágám! (Your Deal, My Lovely, 1941), magyarul csak magánkiadásban jelent meg, kereskedelmi forgalomba nem került, fordította: Kovács Sándor
- Nincs unalmas pillanat (Never a Dull Moment, 1942), magyarul csak magánkiadásban jelent meg, kereskedelmi forgalomba nem került, fordította: Kovács Sándor
- Bármikor lebukhatsz (You Can Always Duck, 1942), magyarul csak magánkiadásban jelent meg, kereskedelmi forgalomba nem került, fordította: Varga István és Német Zoltán
- Majd a nő... (I'll Say She Does!, 1945), magyarul csak magánkiadásban jelent meg, kereskedelmi forgalomba nem került, fordította: Varga István és Német Zoltán

### Slim Callaghan történetek
- Sürget a hóhér (The Urgent Hangman, 1938), Nova Irodalmi Intézet, Budapest, 1940, fordította: Miklós Béla
- Kártyabanditák (Dangerous Curves, 1939, a cím Amerikában: Callaghan), Nova Irodalmi Intézet, Budapest, 1941, fordította: Tábory György; Kincses Kiadó, Toronto, 1960
- Mr. Callaghan (They Never Say When, 1944), Nova Irodalmi Intézet, Budapest, 1947, fordította: Fülöp Zsigmond
- Rázós határidő illetve Zavaros idők címmel (Uneasy Terms, 1946), magyarul csak magánkiadásban jelent meg, kereskedelmi forgalomba nem került, fordította: Doszpod Fanni és Német Zoltán
- You Can't Keep the Change, 1940
- It Couldn't Matter Less (auch: Set-Up for Murder), 1941
- Sorry You've Been Troubled (a cím Amerikában: Farewell to the Admiral), 1942

### Sötét sorozat
- Sötét páros (Dark Duet, 1942, megjelent The Counterspy Murders címen is), magyarul csak magánkiadásban jelent meg, kereskedelmi forgalomba nem került, fordította: Doszpod Fanni és Német Zoltán, 2018
- Sötét sztárok (The Stars Are Dark, 1943, megjelent The London Spy Murders címen is), magyarul csak magánkiadásban jelent meg, kereskedelmi forgalomba nem került
- Sötét utca (The Dark Street, 1944, megjelent The Dark Street Murders címen is), magyarul csak magánkiadásban jelent meg, kereskedelmi forgalomba nem került
- A sötét hős (Dark Hero, 1946, megjelent The Case of the Dark Hero címen is), magyarul csak magánkiadásban jelent meg, kereskedelmi forgalomba nem került, fordította: Varga István és Német Zoltán
- Sötét szándék (Dark Wanton, 1948, megjelent Case of the Dark Wanton címen is), magyarul csak magánkiadásban jelent meg, kereskedelmi forgalomba nem került, fordította: Varga István és Német Zoltán
- A veszélyes megbízatás (Sinister Errand, 1945, megjelent Sinister Murders címen is) magyarul csak magánkiadásban jelent meg, kereskedelmi forgalomba nem került, fordította: Doszpod Fanni, 2018
- Sötét közjáték (Dark Interlude, 1947, megjelent The Terrible Night címen is) magyarul csak magánkiadásban jelent meg, kereskedelmi forgalomba nem került, fordította: Varga István és Német Zoltán
- Sötét Bahama (Dark Bahama, 1950, megjelent I'll Bring Her Back címen is), magyarul csak magánkiadásban jelent meg, kereskedelmi forgalomba nem került, 2017

### Egyéb regényei
- A szellemkalóz, Dózsa Balázs, Kispest, 1941 (Humor könyvei)
- Gyilkosságból elégtelen, Csillag, Csillaghegy, 1941
- Tarragona királya, Csillag, Csillaghegy, 1941
- Another Little Drink (~Még egy kis ital, 1940, megjelent Premeditated Murder (~Előre megfontolt gyilkosság) és A Trap for Bellamy (~Csapda a Szépfiúnak) címen is)
- Night Club (~Éjszakai klub, 1945, megjelent Dressed to Kill (~Gyilkossághoz öltözve) címen is)
- Dance without Music (~Tánc zene nélkül, 1947)
- Try Anything Twice (1948, megjelent Undressed to Kill (~Gyilkossághoz vetkőzve) címen is)
- One of Those Things (~Az egyik ilyen dolog, 1949, megjelent Mistress Murder (~Hölgy gyilkosság) címen is)
- You Can Call It a Day (1949, megjelent The Man Nobody Saw (~A férfi akit senki nem látott) címen is)
- Lady, Behave! (~Hölgyem, viselkedjen!, 1950, megjelent Lady Beware címen is)
- Ladies Won't Wait (1951, megjelent Cocktails and the Killer címen is)

## Novellái
- Asszony verve nem jó (You Can't Hit a Woman, 1937), Nova Irodalmi Intézet, Budapest, 1942, fordította: Tábori Kornél
- Knave Takes Queen (1939; bővített kiadásː 1950)
- Mr. Caution – Mr. Callaghan (1941)
- Making Crime Pay (1944), összegyűjtött történetek, cikkek, rádiójátékok
- The Curiosity of Etienne MacGregor (1947), megjelent The Sweetheart of the Razors címmel is
- No Ordinary Cheyney (1948)
- Velvet Johnnie (1952)
- G-man at the Yard (1953)
- Calling Mr. Callaghan (1953)
- The Adventures of Julia (1954), Amerikában: The Killing Game címmel
- He Walked in Her Sleep (1954), megjelent MacTavish címmel is
- The Mystery Blues (1954), megjelent Fast Work címmel is

## Filmek a regényeiből
- 1948 – Uneasy Terms (~Zavaros idők, amerikai film, rendezte: Vernon Sewell, Cheyney forgatókönyvíró is) Slim Callaghan – Michael Rennie
- 1952 – Diplomatic Courier (~A diplomáciai futár, amerikai film, rendezte: Henry Hathaway) – az 1945-ös Sinister Errand című regényből
- 1953 – Cet homme est dangereux (Ez az ember veszélyes, francia film, rendezte: Jean Sacha – azonos című regényből) Lemmy Caution – Eddie Constantine
- 1953 – A szőke démon (La môme vert de gris, francia film, rendezte: Bernard Borderie – az 1937-es Poison Ivy című regényből) Lemmy Caution – Eddie Constantine
- 1953 – Les femmes s’en balancent (~A nők kiegyensúlyozatlanok, francia film, rendezte: Bernard Borderie – A hamis kötvényekből) Selby Frayme / Lemmy Caution – Eddie Constantine
- 1954 – Meet Mr. Callaghan (~Találkozás Mr. Callaghan-nel, angol film, rendezte: Charles Saunders – a Sürget a hóhérból) Slim Callaghan – Derrick De Marney
- 1954 – À toi de jouer... Callaghan!!! (~Öné a döntés, Callaghan, francia film, rendezte: Willy Rozier) Slim Callaghan – Tony Wright
- 1955 – Plus de Whisky pour Callaghan (~Még egy whisky Callaghannek, francia film, rendezte: Willy Rozier, – It Couldn't Matter Less című 1941-es regényéből) Slim Callaghan – Tony Wright
- 1955 – Vous pigez? (francia-olasz film, rendezte: Victor Trivas – az 1939-es Don't Get Me Wrong című regényéből) Lemmy Caution – Eddie Constantine
- 1960 – Callaghan remet ça (~Callaghan visszatér, francia film, rendezte: Willy Rozier) Slim Callaghan – Tony Wright
- 1960 – Comment qu'elle est! (francia film, rendezte: Bernard Borderie – I'll Say She Does! című 1945-ös regényéből) Lemmy Caution – Eddie Constantine
- 1961 – Lemmy pour les dames (~Lemmy és a nők, francia film, rendezte: Bernard Borderie) Lemmy Caution – Eddie Constantine
- 1963 – À toi de faire... mignonne (~Öné a döntés, kedvesem, francia-olasz film, rendezte: Bernard Borderie – az 1941-es Your Deal, My Lovely című regényéből) Lemmy Caution – Eddie Constantine
- 1964 Slim Callaghan greift ein (~Slim Callaghan közbelép, nyolc részes nyugatnémet tévéfilm sorozat) Slim Callaghan – Viktor de Kowa
- 1971 – Slecnám nic nevadí (~Nem hiányzik semmi, csehszlovák tévéfilm Dames Don't Care című regényéből, rendezte: Jaroslav Novotný) Detective Lemmy Caution – Ludek Munzar
- 1974 – Les grands détectives (~A nagy detektivek, francia tévéfilm sorozat Rendez-vous dans les ténèbres című epizódja) Slim Callaghan – Frédéric de Pasquale
- 1981 – Au théâtre ce soir (~Színház ma este, francia tévéfilm sorozat Danse sans musique című epizódja Dance without music című regényéből, rendezte: Pierre Sabbagh)

Jean-Luc Godard erősen átértelmezett Lemmy Caution történetei
- 1965 – Alphaville (Alphaville, une étrange aventure de Lemmy Caution, francia-olasz film) Lemmy Caution – Eddie Constantine
- 1991 – Németország kilenc (új) nulla (Allemagne année 90 neuf zéro, francia film) Lemmy Caution – Eddie Constantine

## Film forgatókönyvek
- 1935 – The Deputy Drummer (~A dobos helyettese, angol film, rendezte: Lupino Lane)
- 1937 – Wife of General Ling (~Ling tábornok felesége, angol film, rendezte: Ladislao Vajda)
- 1948 – Uneasy Terms (~Zavaros idők, amerikai film, rendezte: Vernon Sewell)
- 1952 – Brelan d'as (francia film, rendezte: Henri Verneuil) Je suis un tendre (~Lenne egy ajánlatom) című rész
- 1957 – Et par ici la sortie (francia film, rendezte: Willy Rozier)

## Versei, egyéb írásai
- 1916 – Poems of Love and War (~Szerelem és háború versei) – versek
- 1916 – To Corona and Other Poems (~A Koronáért és más költemények) – versek
- 1948 – No Ordinary Cheyney (~Rendhagyó Cheyney) – versek, kritikák, novellák

## Fordítás
- Ez a szócikk részben vagy egészben  a   Peter Cheyney című angol Wikipédia-szócikk ezen változatának fordításán alapul.  Az eredeti cikk szerkesztőit annak laptörténete sorolja fel. Ez a jelzés csupán a megfogalmazás eredetét és a szerzői jogokat jelzi, nem szolgál a cikkben szereplő információk forrásmegjelöléseként.